# 5002 Marnix
5002 Marnix (1987 SS3) là một tiểu hành tinh vành đai chính được phát hiện ngày 20 tháng 9 năm 1987 bởi E. W. Elst ở Rozhen. Nó được đặt theo tên Philips Marnix van Sint Aldegonde, thị trưởng của Antwerp, được tin là tác giả của 'Wilhelmus', tác phẩm này trở thành quốc ca của Hà Lan năm 1932.